# 奧斯陸地鐵
奥斯陆地铁（挪威語：T-banen）是挪威首都奥斯陆的地铁系统。奧斯陸地鐵目前共有5種營運模式，系統全長85公里、擁有101座車站，年運量1.18億人次。1898年首個路段開通，1928年首個地下路段通車，1966年開始以地鐵名義營運。奥斯陆地铁除覆盖了奥斯陆全部的15个自治市外，还有两条线路连接贝鲁姆。

## 歷史

### 西部郊區電車
奧斯陸地鐵首個通車的路段為1898年5月通車的霍爾門科倫線，位於奧斯陸西部，當時作為有軌電車線，但與奧斯陸電車其他路線不同，不進入市中心，作為郊區快速有軌電車營運。1905年霍爾門科倫線全線複線化，1912年霍爾門科倫線支線勒阿線開通，1916年霍爾門科倫線延伸至弗隆纳塞特伦站。
1924年庫爾索斯線開通，由私營公司貝魯斯線營運。同年奧斯陸市政府收購了境內所有有軌電車公司，成立奧斯陸軌道公司，營運奧斯陸境內所有有軌電車路線，但在奧斯陸以外的郊區有軌電車仍由私營鐵路商營運，包括霍爾門科倫線、勒阿線和庫爾索斯線。

### 準地鐵
1912年奧斯陸第一條地下鐵路開始建設，從少校宮站到國家劇院站，為今日共用隧道西段，由霍爾門科倫線營運商建造，1914年由於施工造成地面房屋毀損而遭停工，直到1926年復工，1928年6月地下線路開通但仍以有軌電車運營，屬於准地铁，也是北歐國家的第一條地下鐵路。
霍爾門科倫線營運商因為地下鐵路建設積欠債務，於是讓阿克爾市有軌電車公司入股，勒阿線所有權讓予阿克爾市有軌電車公司，允許阿克爾市有軌電車在建的松恩湖線使用地下路段，松恩湖線於1934年通車，勒阿線和松恩湖線的營運交予霍爾門科倫線營運商，同年庫爾索斯線營運商貝魯斯線所有權被奧斯陸軌道公司收購。
另外1923年奧斯陸東側開通首條郊區有軌電車線--奧斯坦約線，由阿克爾市有軌電車公司建造並在1937年交由貝魯斯線營運，但阿克爾市有軌電車保有所有權。1948年奧斯陸和阿克爾合併，阿克爾市有軌電車併入奧斯陸軌道公司。市政府開始規劃郊區鐵路擴張，1949年9月15日郊區和地下鐵路規劃辦公室成立，開始將郊區有軌電車改造為地鐵，將600V高架電車線，改為750V第三軌供電。1957年東側的蘭伯斯特線開通。

### 地鐵化
1966年5月22日，地鐵改造完工，鐵路廣場站 - 泰恩站開通，為今日共用隧道東段。同年10月16日格魯呂線開通，隔年奧斯坦約線接入地鐵系統，1970年福呂塞線開通，1971年奧斯陸軌道公司收購貝魯斯線，1975年再收購霍爾門科倫線，至此奧斯陸軌道公司完成對奧斯陸地區有軌電車與地鐵營運與所有權的完全掌握。然而直到1970年代奧斯陸地鐵實際上僅在市區東側運營，西側仍為准地铁制式，而且東、西兩側無法連接。
1977年挪威議會站開通，連接東西軌道交通路網的共用隧道貫通，1983年因漏水被迫關閉，1987年重新開通。然而由於東西軌道交通的信號和電力設備不兼容，當時無法實現直通運轉。1993年松恩湖線地鐵化，成為奧斯陸西部第一條地鐵路線，1995年勒阿線也完成地鐵化改造。霍爾門科倫線和庫爾索斯線仍是准地铁制式，使用雙模式列車運營。
2003年環線首段通車，除了增加服務範圍外，提供東西軌道交通之間的第二條通道，2006年環線全線通車。2008~2014年間庫爾索斯線分八個階段升級為地鐵。同時奧斯陸獲得了2011年FIS北歐世界滑雪錦標賽，賽事在霍爾門科倫國家體育場舉行，為了增加容運量，決定將霍爾門科倫線升級為地鐵標準，但該決定備受爭議，2010年12月霍爾門科倫線完成改造並重新開放。
奧斯陸地鐵最新開通的路線為洛倫線，由於當時格魯呂線列車只能向南進入共用隧道，限制系統容量，於是計畫建設一條1.6公里長的聯絡線，使格魯呂線得已向北接入環線，即洛倫線。洛倫線於2013年6月開始建設，2016年4月3日開通。

## 車站及路線
奧斯陸地鐵共有101個車站，其中17個在地下，大部分地鐵站位於市中心下方的共同隧道內，或東部的福呂塞線，西部路往地下站僅有國家劇院站。所有站點都可以在地面上通過帶有藍色T圓圈的標誌來識別。

### 營運线路

奧斯陸地鐵路線圖

| 編號  | 线路名称                       | 經過路線                                                    | 挪威语名称 |
| ----- | ------------------------------ | ----------------------------------------------------------- | ---------- |
| 1号线 | 弗隆纳塞特伦－贝格克吕斯塔伦线 | 霍爾門科倫線 - 共用隧道 - 蘭伯斯特線                        |            |
| 2号线 | 厄斯特罗斯－埃林斯吕多森线     | 勒阿線 - 共用隧道 - 福呂塞線                                |            |
| 3号线 | 庫爾索斯－莫滕斯吕线           | 庫爾索斯線 - 共用隧道 - 奧斯坦約線                          |            |
| 4号线 | 韋斯特利－贝格克吕斯塔伦线     | 格魯呂線 - 洛倫線 - 環線 - 松恩湖線 - 共用隧道 - 蘭伯斯特線 |            |
| 5号线 | 松恩湖－韦斯特利线             | 松恩湖線 - 共用隧道 - 環線 - 格魯呂線                       |            |

### 建設中路線

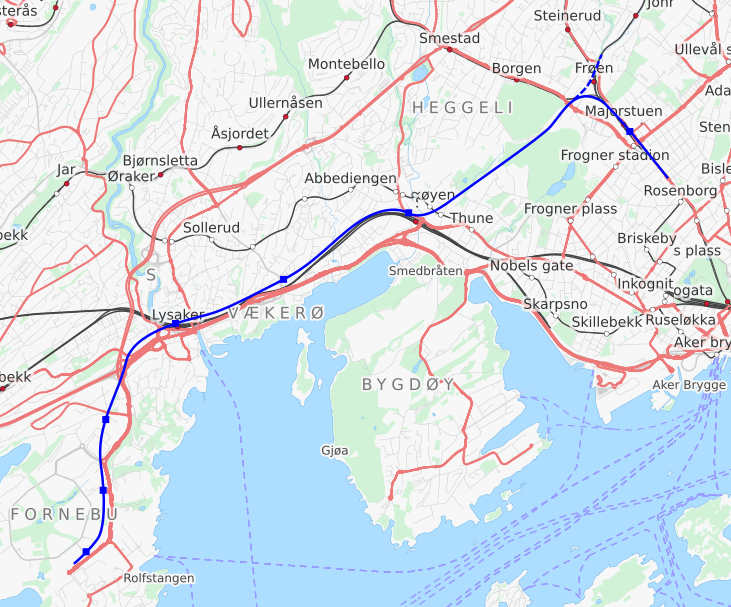
福尼布線路線圖 (藍線)

奧斯陸地鐵正在建設的路線為福尼布線，福尼布地區早在1919年就規劃軌道交通，但當時沒有人口支持。1939~1998年間位於福尼布的奧斯陸福尼布機場，作為奧斯陸主要機場，但沒有相應的機場聯絡軌道系統，1980年代挪威国家铁路提出建設通勤鐵路支線，但是福尼布機場於1992年確定將要關閉，因此軌道交通計畫被擱置。
2000年代當地政府提出旅客捷運系統計畫，2004年獲批，然而2007年當地政府轉向尋求建設有軌電車，以便接入奧斯陸電車，直接進入奧斯陸市中心。2008年奧斯陸公共交通管理局接手計畫，並提議建設地鐵，2013年奧斯陸市議會批准地鐵建設計畫。福尼布線計畫總長8.15公里，新增6個車站，從少校宮站分出，於2020年動工，原定2027年完工，現已推遲至2029年。

### 計畫中路線
奧斯陸地鐵計畫中擴張包括：

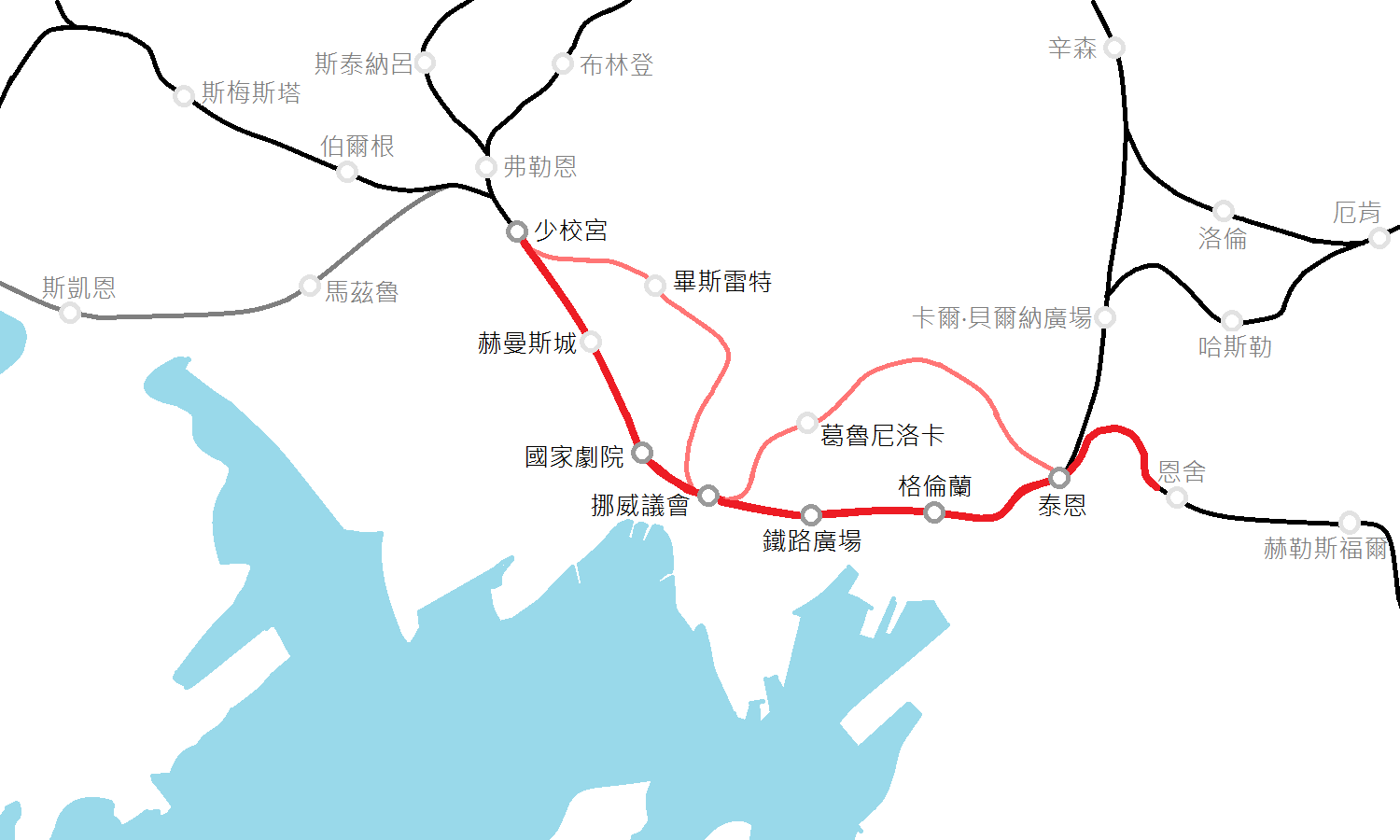
未來的共用隧道（紅線）、新隧道（粉紅線）和福尼布線（灰線）。

- 福呂塞線延伸至勒倫斯科格的阿克斯胡斯大學醫院（英语：Akershus University Hospital）。
- 共同隧道新增一站，位於奧斯陸電車霍曼斯比恩站（英语：Homansbyen tram stop）下方，但奧斯陸軌道公司反對該計畫。[10]
- 建造第二條共同隧道，計畫中兩條共同隧道各有3條路線通過，除起訖站外，兩條共用隧道可以在挪威議會站轉乘。但並未列入奧斯陸公共交通基礎設施的融資。

## 車輛

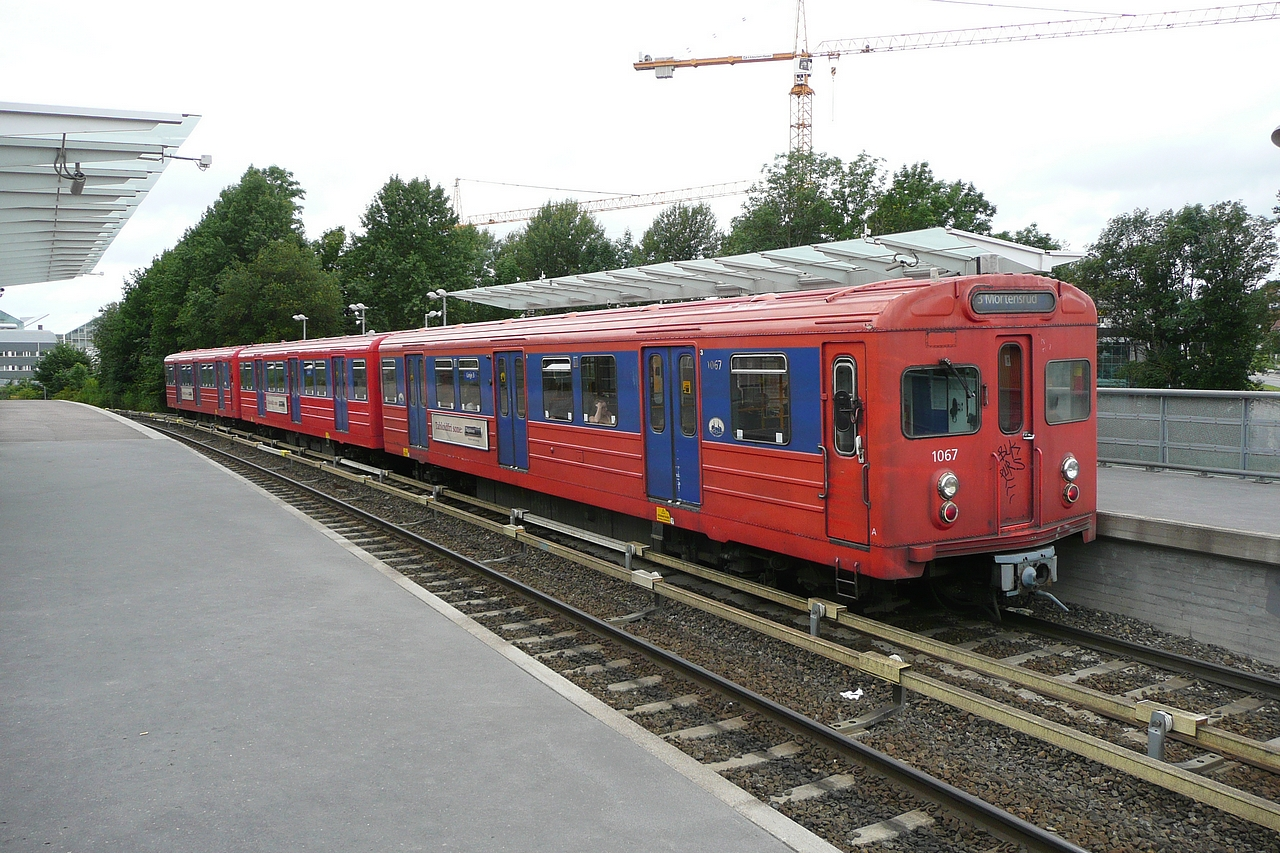
T1000型列車
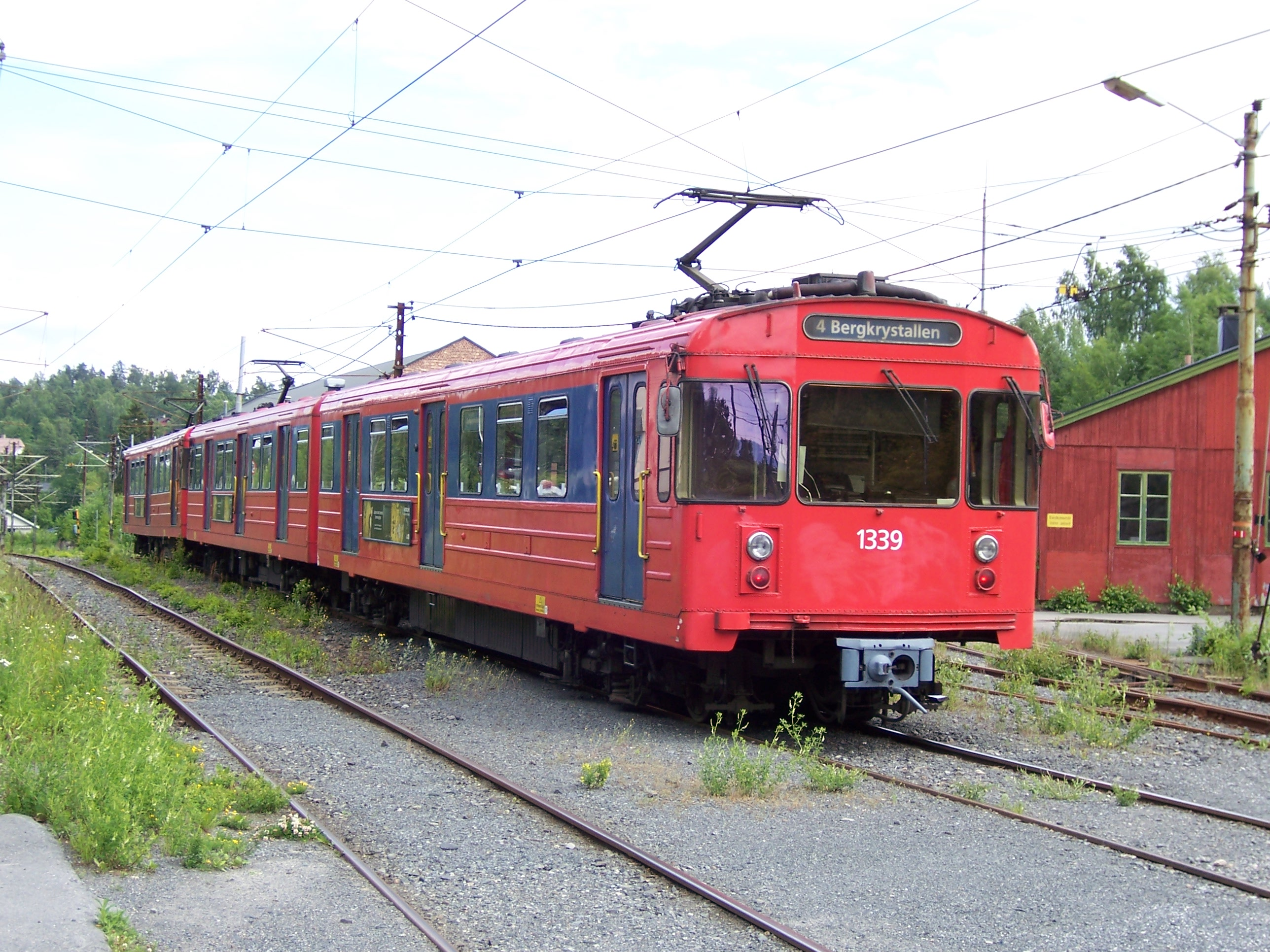
T1300型列車
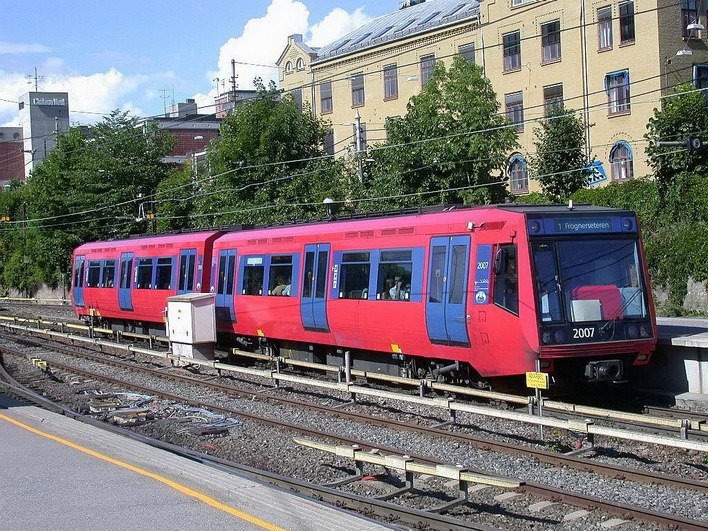
T2000型列車
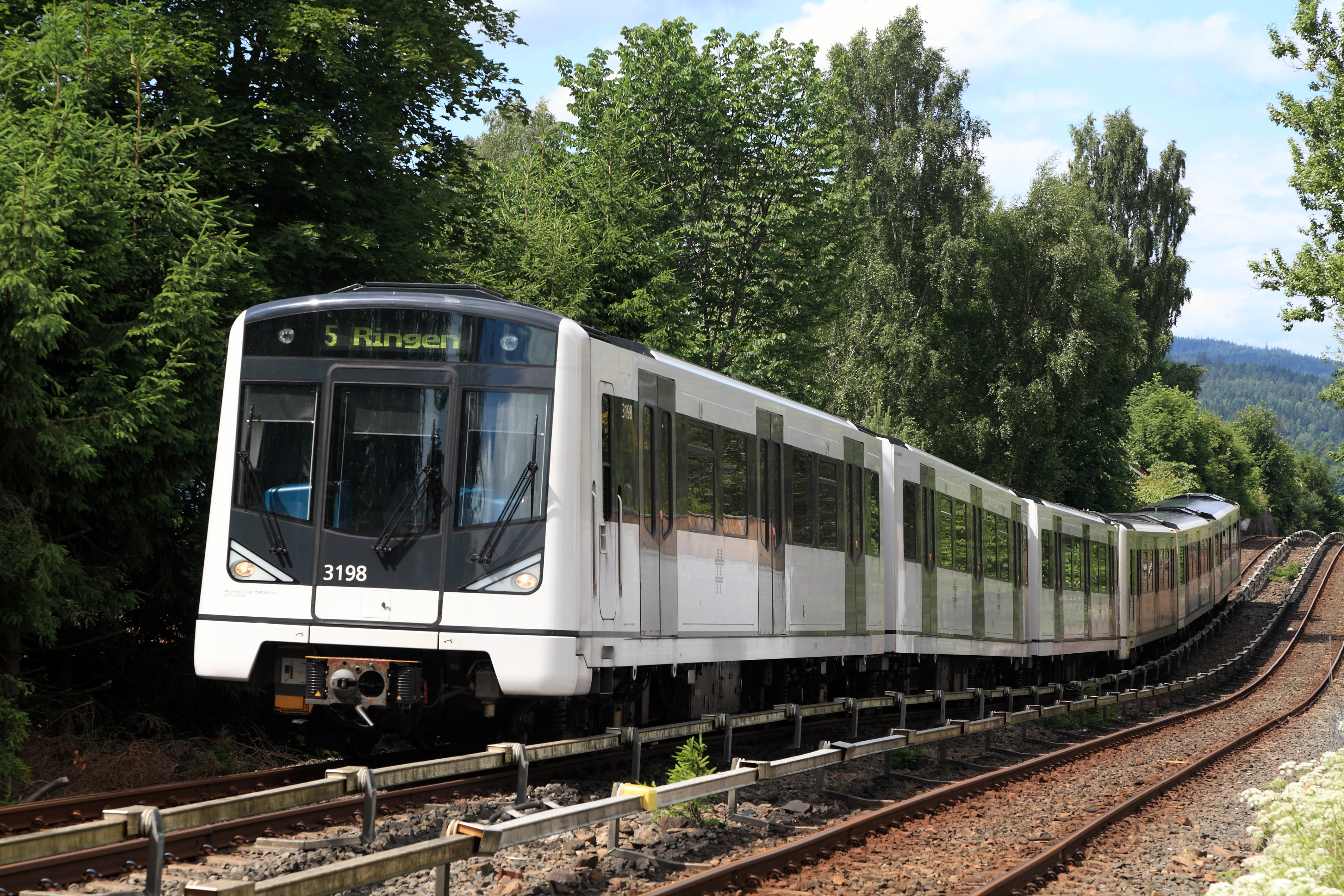
6編組MX30000型列車
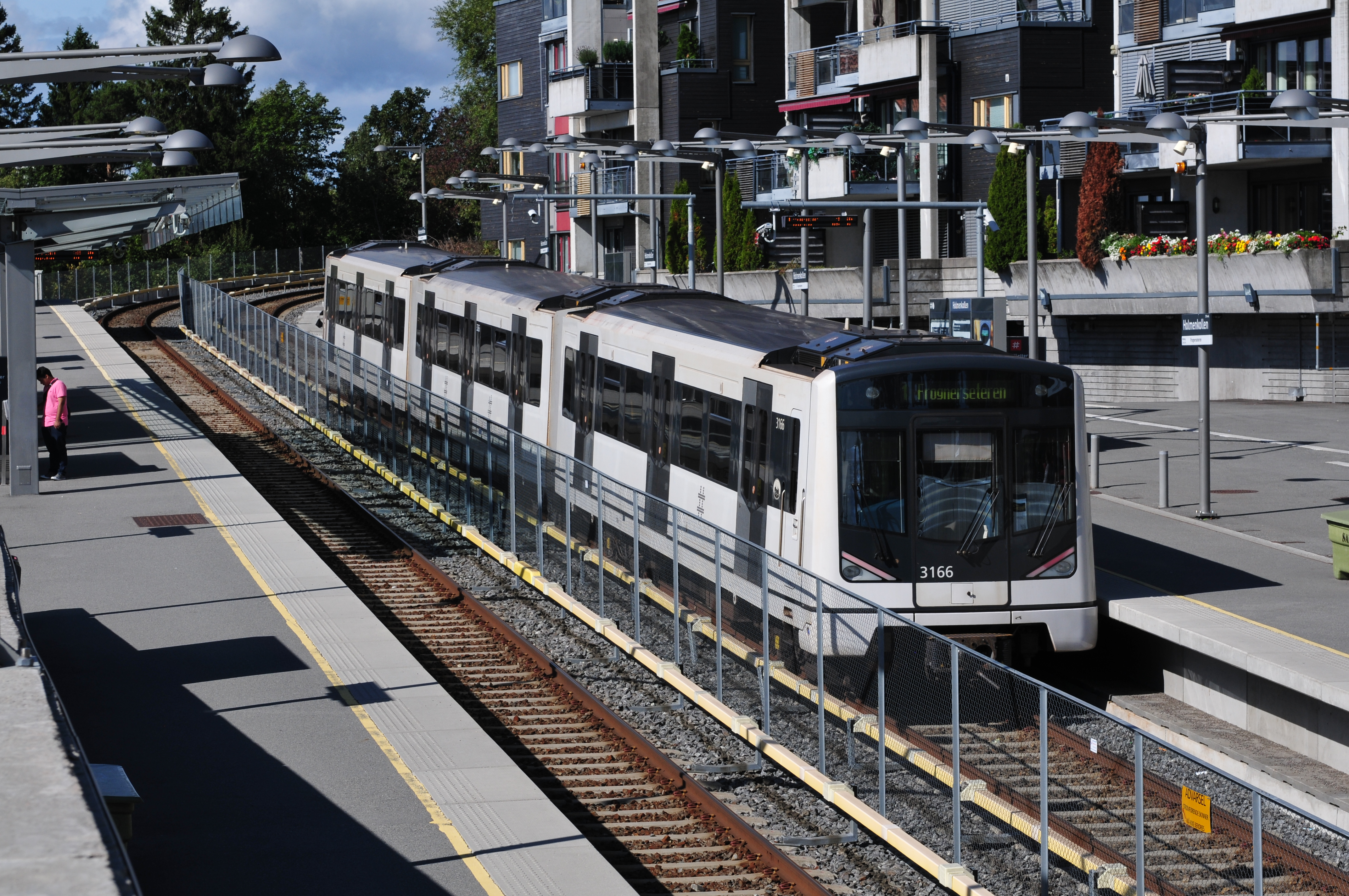
3編組MX30000型列車

### T1000
奧斯陸第一批列車為T1000型，由於奧斯陸市議會決定改造有軌電車為地鐵，地鐵系統需要高平台、較長車長、列車防護、第三軌集電列車，這將使現有 的有軌電車無法兼容改造後的地鐵線路。1959年兩列單節車廂列車交付進行測試，1960年貝魯斯線公司開始在庫爾索斯線使用這兩列列車，然而由於容易發生故障，這兩列列車極少營運，但為後續批量生產提供經驗。
1964年T1000型開始批量生產，到1978年有162輛車廂交付給奧斯陸軌道公司。T1000型單節載客量180人，通常三節編組形式運營，最高速度70km/h，分為四個系列命名為T1到T4，有不同的規格。T1在1964年至1966年間生產90輛，用於格魯呂線和蘭伯斯特線。1967年為改建奧斯坦約線建造了15輛T2，儘管被賦予了新的名稱，但完全與T1相同。從1969~1972 年，為福呂塞線建造了30輛T3，隨後又於1976~1978年建造37輛T4作為補充車輛。
西部郊區電車對新車輛的需求，以及連接東西軌道網絡、將西部線路轉換為地鐵的計劃，促使 T1000修改版本T1300的製造，T1300配備了受電弓，以便在高架電車線供電的郊區電車線路上運行，最初的訂購是33輛，分別命名為T5和T6，在勒阿線和庫爾索斯線營運。1985~1987年為了替換老舊的有軌電車，10輛T1000改造為T1300，命名為T7，1989年又改造6輛，命名為T8。
1993年松恩湖線地鐵化後，T1000開始進入西部路網運行。2005年市議會決定新的MX3000型將取代T1000與T1300，2007年3月T1000開始除役，到2009年7月T1000完全除役，T1300則於2010年4月停止營運。

### T2000
奧斯陸軌道公司1988年宣布為取代霍爾門科倫線HkB 600型電力動車組，將引入新列車，即T2000型。T2000型每組2節車廂，單節載客量185人，車廂間連通，最高速度100km/h，最初的提案要求製造11組，但是松恩湖線和勒阿線地鐵化，庫爾索斯線決定使用3編組T1300，因此最終僅製造6組、12節車廂。T2000於1994年交付，1995年4月投入營運，但是T2000被發現極易故障，因此不再使用，相關改進或其他鐵路營運商引入也不再進行。
不過T2000仍繼續在霍爾門科倫線使用，最初沒有計畫以新列車MX3000型取代，但是2008年霍爾門科倫線決定升級為地鐵，於是T2000被MX3000取代，2009年退出營運，T2000列車只使用15年。2010年奧斯陸公共交通管理局決定報廢T2000，但車輛所有者奧斯陸軌道車輛要求繼續支付每年2200萬挪威克朗的租用費，直到列車30年租用期結束為止。

### MX3000
2003年奧斯陸軌道公司宣布購買3組、99輛新列車，即MX3000型列車。2005年市議會決定MX3000將取代T1000與T1300，因此增加30組訂單，2006年因為庫爾索斯線改造為地鐵，增購5組。2007年列車開始交付，2008年又增購15組列車，作為補充車輛。2009年T2000退出營運，2010年再增加32組補充車輛。目前奧斯陸地鐵總共115組MX3000型列車，最後一批列車於2014年交付。
MX3000型由西门子製造，每組由3節車廂組成，除了1號線外都2組重聯為6節編組，1號線則以單組3節運營。MX3000型單組載客量493人，包括138個座位和355個站位，車廂間連通，最高速度80km/h。與採用與T1000、T2000紅、藍圖裝不同，MX3000採用黑白塗裝，並搭載空調。

## 營運資訊

### 時間班距
奧斯陸地鐵目前共有5種營運模式，所有路線都通過共用隧道。奧斯陸地鐵運行時間約為5：00（週末為6：00）至次日凌晨1：00。所有線路的基本班距15分鐘，2號線和3號線東段 (福呂塞線和奧斯坦約線)在工作日07：00~19：00班距為7.5分鐘。2號線東段  (福呂塞線)於週六10：00-19：00班距也為7.5分鐘。週末清晨所有線路班距為30分鐘。

### 票務
奧斯陸地鐵加入奧斯陸公交票價聯合體系，該體系採用分區票價，整個地鐵系統都在1區。地鐵單程票價為39克朗，18歲以下、67歲以上、軍人優惠票20克朗。定期票票價如下：
| 票種         | 身分限制           | 價格 (克朗) |
| ------------ | ------------------ | ----------- |
| 24小時票     | -                  | 117         |
| 24小時優惠票 | 18歲以下、67歲以上 | 59          |
| 7日票        | -                  | 323         |
| 7日優惠票    | 18歲以下、67歲以上 | 162         |
| 30日票       | -                  | 814         |
| 30日優惠票   | 18歲以下、67歲以上 | 407         |
| 30日學生票   | 30歲以下學生       | 488         |
| 年票         | -                  | 8140        |
| 年度優惠票   | 67歲以上           | 4070        |

## 外部連結
- 奧斯陸公交聯合票價 （页面存档备份，存于）
- 奧斯陸地鐵軌道公司 （页面存档备份，存于）